# Гленвью (Иллинойс)
Гле́нвью — посёлок, расположенный в округе Кук, штат Иллинойс, примерно в 3 милях от границ города Чикаго. По данным переписи населения США, в 2010 году население посёлка составляло 44692 человек. В настоящее время население составляет примерно 47475 жителей.

## География

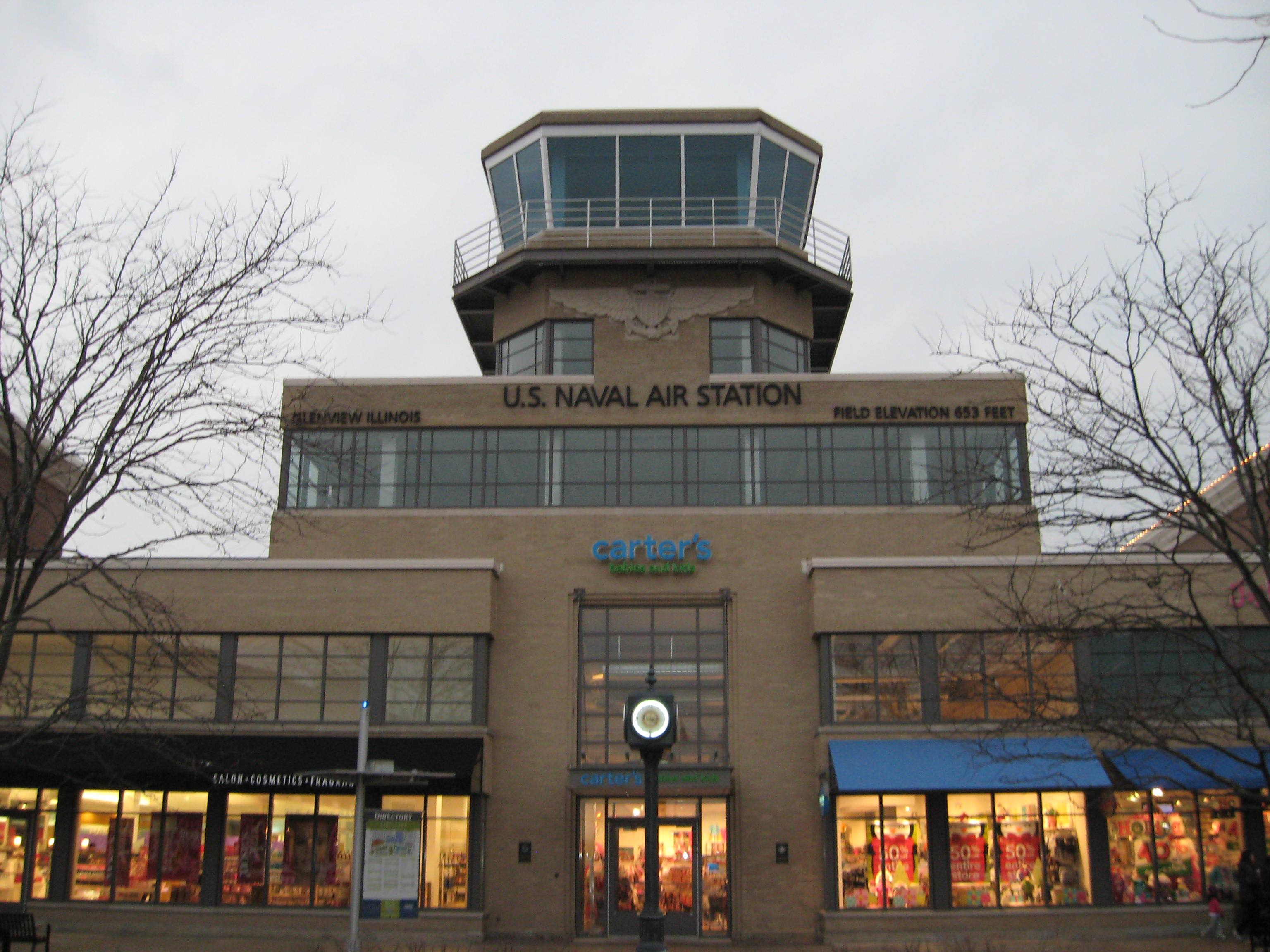
Переделанная в магазин диспетчерская вышка, находящаяся в районе бывшей военной базы.

Общая площадь посёлка в 2010 году составила 36,24 км2, из которых 36,13 км2 (99.7%) — земля, а 0.11 км2 (0.3%) — водные пространства. На юго-восточной стороне расположен залив, в который впадает река Миддл-Форк, северный приток реки Чикаго.

## История
Название посёлка было выбрано его жителями 7 мая 1895 года на общем голосовании. Большая площадь Гленвью отводилась под пахоту, но после Второй мировой войны деятельность предпринимателей придала посёлку вид пригорода. В 1997 последняя семья фермеров выставила свою собственность на продажу.

### Военно-Морская Авиация
Несколько десятков лет в посёлке находилась база военно-морской авиации.

## Экономика
В 2016 году крупнейшие работодатели в городе:
|    | Работодатели                           | сотрудников |
| -- | -------------------------------------- | ----------- |
| 1  | Абт Электроники                        | 1440        |
| 2  | Астеллас                               | 1267        |
| 3  | Больница Гленбрук                      | 1099        |
| 4  | Компания anixter                       | 850         |
| 5  | Компания itw                           | 695         |
| 6  | Гленвью Общественный Школьный Округ 34 | 694         |
| 7  | Крафт Фудс                             | 550         |
| 8  | Гленбрук Южной Школе                   | 431         |
| 9  | Signode                                | 390         |
| 10 | Гленвью Терраса                        | 375         |

В городе расположена штаб-квартира компании Magnaflux.

## Известные уроженцы

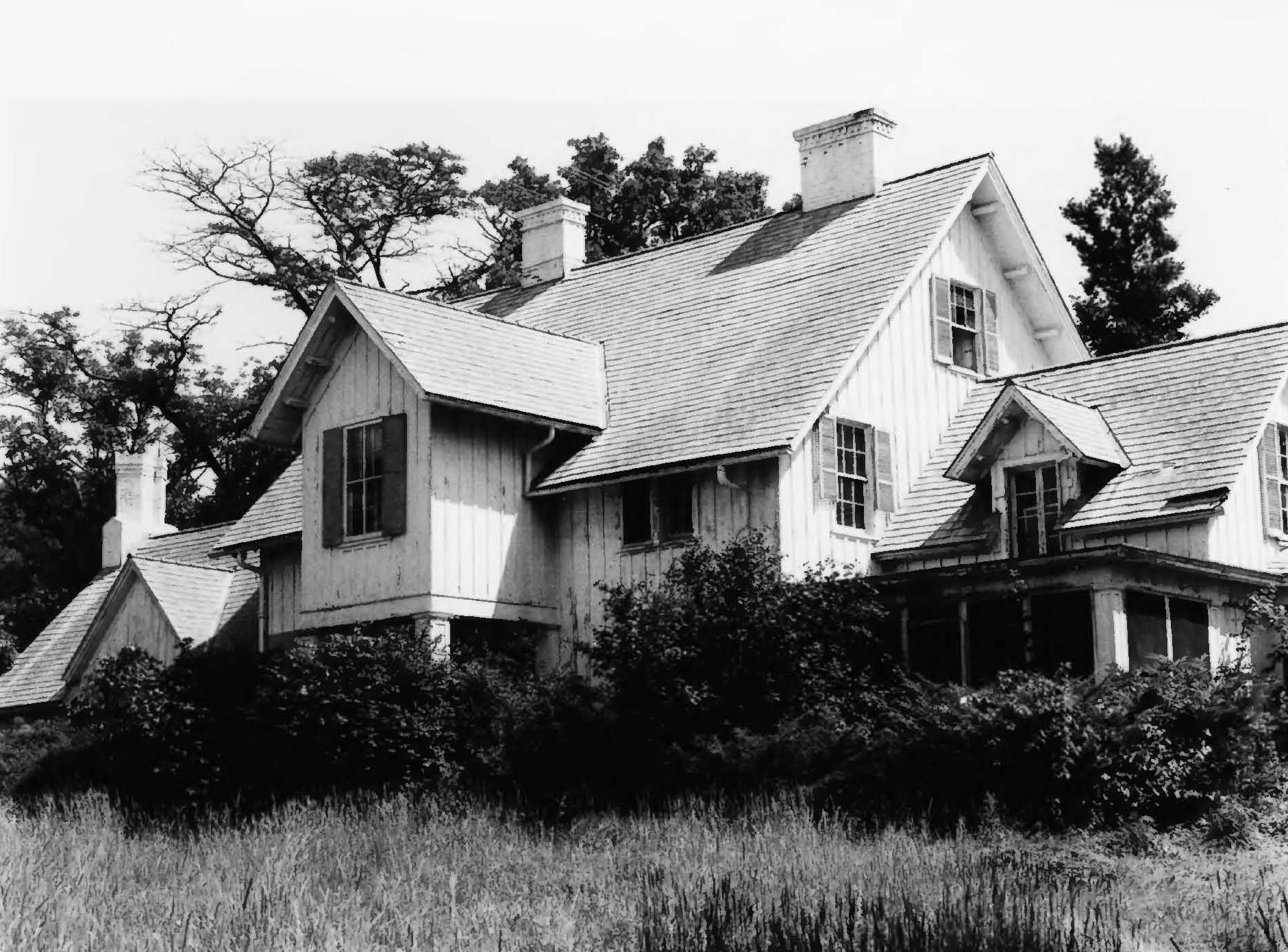
Дом Роберта Кенникота построен в 1856 году.

- Эмили Бергл, актриса («Отчаянные домохозяйки»); выросла в Гленвью[7]
- Джейсон Бретт, сценарист, продюсер,основатель MashPlant
- Хан Чхэ, корейская модель и актриса
- Джами Герц, актриса, выросла в Гленвью[8]
- Артис Гилмор, бывший Профессиональный  НБА игрок[9]
- Брайан Хансен, серебряный призер Олимпийских игр по конькобежному спорту; участие Гленбрук Юг
- Роберт Кенникот, исследователь и натуралист, вырос в Уэст-Нортфилде, теперь под названием Гленвью
- Аль Монтойя, в НХЛ вратарь в Монреаль Канадиенс, был поднят в Гленвью
- Оливия Smoliga, Олимпийский золотой медалист по плаванию; участие Гленбрук Юг
- Патрик Стамп, гитарист; вокалист и автор песен из головы выпадают мальчик; участие Гленбрук Юг
- Самуил Уитвер, актер ("быть человеком") и музыкант, родился в городе Гленвью; живет в штате Иллинойс